# باب سيري ديا
باب سيري ديا (بالفرنسية: Pape Ciré Dia)‏ هو لاعب كرة قدم سينغالي من مواليد 19 أغسطس 1980، شغل مركز مدافع مع عدّة أندية، من بينها نادي دياراف السينغالي، والرجاء الرياضي المغربي.

## مسيرته
ظهر لأول مرة مع نادي دياراف السينغالي. في عام 2000، غادر بلاده متوجهاً إلى الكويت ووقع مع نادي السالمية حيث أمضى ثلاث سنوات. بعد ذلك، لعب عامين مع نادي الكويت.
سنة 2005، وقّع مع نادي تشايكور ريزه سبور التركي، ثم انتقل سنة 2007 إلى الرجاء الرياضي.
في فبراير 2012، انضم إلى نادي فيلدا يونايتد الماليزي. ليعود إلى نادي دياراف سنة 2013.

## روابط خارجية
- باب سيري ديا على موقع اتحاد تركيا (لاعب) (الإنجليزية)
- باب سيري ديا على موقع قاعدة بيانات كرة القدم.إي يو (الإنجليزية)
- باب سيري ديا على موقع ناشيونال فوتبول تيمز (الإنجليزية)